# Canto d'amore (De Chirico)
Canto d'amore è un dipinto del 1914, opera di Giorgio De Chirico, ed esposto al Museum of Modern Art di New York. Viene considerato uno dei capolavori del pittore.

## Contenuto
Di significato misterioso, come tutte le opere metafisiche di De Chirico, il quadro raffigura un guanto di caucciù di colore rosso affisso al muro accanto ad una grande testa in gesso dell'Apollo del Belvedere. In basso vi è una sfera verde, sullo sfondo un muro in mattoni, dietro cui si alza il fumo di una locomotiva. Il terreno è una delle tante piazze italiane dipinte ricorrenti nelle sue opere. 
Il titolo dell'opera è lo stesso di una poesia di Apollinaire.
Una copia autentica dell’opera, a firma di De Chirico, è custodita presso il museo Gamec di Bergamo.